# ليث عبد الأمير
ولد في (24 أكتوبر 1957 في العراق) وهو مخرج سينمائي فرنسي -عراقي يعمل مخرجا للأفلام الوثائقية في فرنسا منذ 1991 لصالح قنوات فرنسية وأوربية مختلفة. ترك العراق عام 1977 ودرس السينما في جامعة السوربون بباريس. حاز على شهادة الماستر في الفنون الجميلة (متخصصا في الإخراج السينمائي) من جامعة كربنكو كاري في كييف لفنون المسرح والسينما والتلفزيون (Kyiv National I. K. Karpenko-Kary Theatre, Cinema and Television University). ودرس الدكتورا في الجامعة نفسها متخصصا في مجال السينما الوثائقية. حازت أفلامه الوثائقية والروائية القصيرة على جوائز عالمية عديدة. من أفلامه الوثائقية «اليمن والزمن المقدس» “Yemen, a Time for the Sacred”(1994) وهو إنتاج فرنسي- بلجيكي مشترك، وفيلم  «العراق- أغاني الغائبين»، “IRAQ: THE SONG OF THE MISSING MEN” (2005) وهو عبارة عن قراءة أنتروبوليجية لواقع المجتمع العراقي بعد الاحتلال الأمريكي للعراق عام 2003، وفيم «دمعة الجلاد»“The Executioner’s Tear” (2013) من إنتاج القناة الفرنسية الثالثة وفيه سجل المخرج موقفه ضد عقوبة الإعدام في العالم كفعل بربري لا حضاري.كما أنه يدرّس حاليا السينما في معاهد وجامعات عالمية وعربية مختلفة وله دراسات سينمائية نقدية عديدة.
الجائزة البرونزية لمهرجان دمشق السينمائي عن الفيلم الروائي القصير «المهد»(1987)، جائزة حسام تهامي في مهرجان الإسماعيلية (2007)، الجائزة الأولى في مهرجان تيراما Tirana العالمي بألبانيا عن فيلم «دمعة الجلاّد» (2013)، الجائزة الأولى في مهرجان نامير Namur العالمي للأف الفرانكفونية في بلجيكيا عن فيلم «دمعة الجلاّد» (2013)، جائزة أفضل سيناريو في مهرجان Vaulx en Vélin في مدينة ليون الفرنسية (2014)،   الجائزة الكبرى في مهرجان Veracruz festival FMCE بالمكسيك (2014)، الجائزة الأولى في مهرجان de PriMed بمدينة مرسيليا في فرنسا (2015)، الجائزة الأولى في مهرجان Afrycamera African في وارشو ببولندا (2015)، الجائزة الأولى في مهرجان مونتريال العالمي بكندا (2014)، بالإضافة إلى جوائز تقديرية في مهرجانات عالمية منها: Lanzarote international film festival- Espagne, Larissa film festival- Grec, Festival de cour métrage de Limoges- France.

## روابط خارجية
- ليث عبد الأمير على موقع IMDb (الإنجليزية)